# Colin Ridgeway
Colin Edwin Ridgeway (ur. 19 lutego 1939 w Melbourne, zm. 13 maja 1993 w Dallas) – australijski lekkoatleta, skoczek wzwyż.
Podczas igrzysk olimpijskich w Melbourne (1956) zajął 7. miejsce. Dwunasty zawodnik igrzysk Imperium Brytyjskiego i Wspólnoty Brytyjskiej (1958).
W latach 1956–60 pięciokrotnie zdobywał srebrne medale mistrzostw kraju.
Osiedlił się w Stanach Zjednoczonych. W 1993 został zamordowany we własnym domu.

## Rekordy życiowe
- Skok wzwyż – 2,146 (10 marca 1962, Laredo) były rekord Australii[2]